# توچوو
توچوو (به لاتین: Tuszewo) یک منطقهٔ مسکونی در لهستان است که در Gmina Lubawa واقع شده‌است.

## خصوصیات
توچوو ۶۳۰ نفر جمعیت دارد.